# Fulcre (biologia)

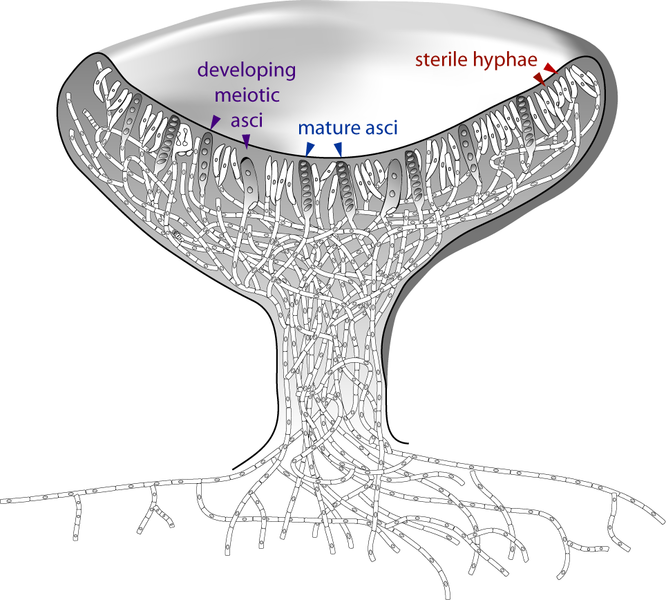
Diagrama d'un ascocarp. El peu que l'uneix amb el miceli és el fulcre.

El fulcre és tant un òrgan de sosteniment, com l'apèndix del periteci (cos fructífer) de les erisifàcies.